# Remigia nigrimacula
Remigia nigrimacula är en fjärilsart som beskrevs av Paul Mabille 1879. Remigia nigrimacula ingår i släktet Remigia och familjen nattflyn. Inga underarter finns listade.